# Hradečná (Bílá Lhota)
Hradečná je vesnice v Olomouckém kraji, část obce Bílá Lhota v okrese Olomouc. Nachází se v kopcovitém terénu Bouzovské vrchoviny, 2 km na jih od Bílé Lhoty, 8 km na západ od správního města Litovel, v nadmořské výšce 340 m nad mořem. V roce 2009 zde bylo evidováno 60 adres. V roce 2001 zde trvale žilo 151 obyvatel.
Hradečná leží v katastrálním území Hradečná u Bílé Lhoty o rozloze 1,98 km2.

## Historie
Název obce nás vede na stopu blízkého pravěkého hradiska na nedalekém Třesíně. Vesnice je poprvé zmiňována v zemských deskách k roku 1365, kdy byla založena rodem vladyků z tvrze v Dubčanech. Tento rod, konkrétně vladykové Medvídek a Zbyněk, byl také prvními držiteli vsi samotné, stejně jako u sousední obce Měrotín. 
V roce 1535 byla vesnice začleněna do Haňovického panství, pod jehož správou setrvala do roku 1850, kdy v rámci reorganizace správy Markrabství moravského se vesnice stala samostatnou obcí politického a soudního okresu Litovel.

### Pod haňovickým velkostatkem
Co se týče samotného velkostatku Haňovice, jehož byla Hradečná součástí, o tomto jsou listinné zmínky u olomoucké kapituly již v roce 1131, přičemž v roce 1389 byly Haňovice jmenovány biskupským lénem. Během 15. a 16. století se v držení Haňovic vystřídalo několik majitelů, mezi nimiž byli páni ze Stříteže, z Chudobína, ze Stvolové a ze Zástřizl, odkud byl poslední majitel Bernard Prakšický. Ten pro svoje evangelické vyznání a účast na stavovském povstání v roce 1620 ztratil statek v pobělohorských konfiskacích. Haňovice s celým panstvím, tedy i obcí Hradečná jako součástí, byly v roce 1622 darovány Olomoucké kapitule za její věrnost. V pramenech se dochovaly zmínky, že v roce 1637 měla Haňovice v držení kněžna Karolína d'Austria de Contecroi, nedochovalo se ovšem jakým právem na Haňovicích „seděla“. Později se ovšem velkostatek opět dostal do držení Olomoucké kapituly. K Haňovicím krom Hradečné dále patřily i obce Kluzov, část nynější obce Luká, Měrotín, Myslechovice, Savín a Slavětín. Olomoucká kapitula prováděla správu statku, což předtím připadalo jemu samému. Nad hospodářskou stránkou statku měl od roku 1679 dohled hejtman statku Velká Bystřice, o stránku patrimonijní se staral notář olomoucké kapituly. Samotný statek vedl haňovický správce. Od roku 1772 přešla správa velkostatku přímo z Olomoucké kapituly na zřízené Ředitelství kapitulních statků. Po zrušení patrimoniální správy připadly Haňovice s obcemi pod soudní okres Litovel, jen Luká připadla pod okres Konice. Výměra dominikálu činila před rokem 1848 u Haňovic 225 hektarů zemědělské a 512 hektarů lesní půdy.

### Demografické ukazatele

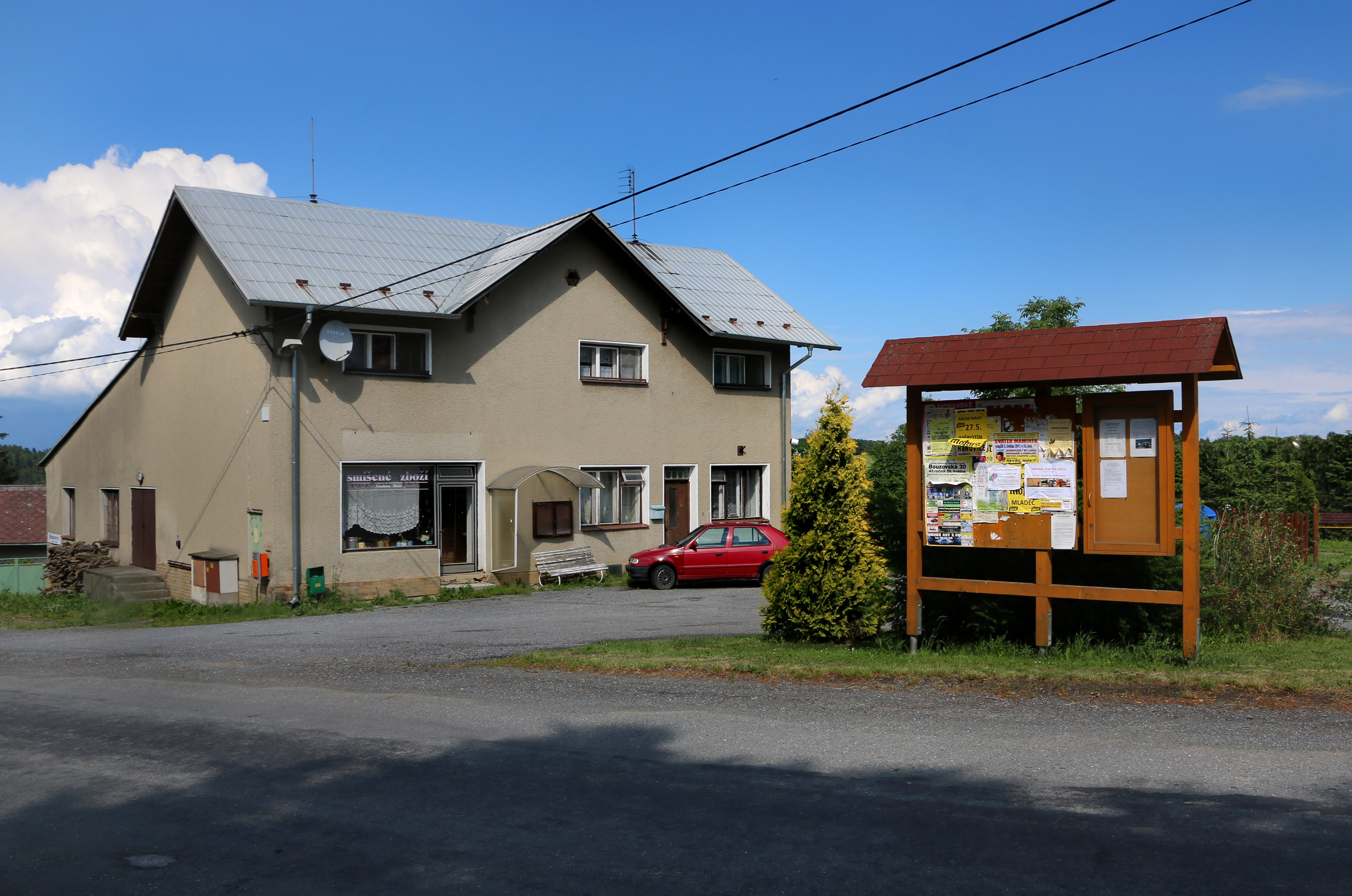
Náves s bývalým obchodem

Nejbližší spádovou obcí byl sousední Měrotín, kam byla převážně katolická Hradečná „přifařena“ a „přiškolena“. Poštovní úřad se nacházel ve Slavětíně, četnická stanice v Bílé Lhotě. 
V obecním katastru bylo v roce 1900 zhruba 191 hektarů hospodářské půdy, z toho 164 ha polí, 15 ha lesa, 4,2 ha pastvin, 3,9 ha zahrad a 3,6 ha luk. V témže roce rolníci v Hradečné chovali 127 kusů skotu, 101 vepřů a 19 koní. V roce 1950 obdělávalo 18 drobných zemědělců půdu s výměrou méně než 1 ha, 16 rolníků poté pozemky o výměře od 1 do 5 ha půdy, 3 zemědělci obdělávali pole v rozsahu 10 – 15 ha, 3 sedláci vlastnili statky o výměře 15 – 20 ha a 3 nejzámožnější sedláci hospodařili na více než 20 ha zemědělské půdy.
Před rokem 1918 se obyvatelé hlásili jen ke katolickému vyznání, po roce 1921 vedle nich bylo 12 příslušníků československé církve, později v roce 1930 již jen 7 příslušníků československé církve a 3 pravoslavného vyznání. 
Většina obyvatel se zabývala zemědělstvím a chovem dobytka. Do roku 1891 byla ve vsi na potoku Hradečka u královské silnice sladovna. Od roku 1898, kdy bylo založeno Rolnické mlékařské družstvo, zde vznikla i rolnická družstevní mlékárna s výrobou tvarohu a vedlejších produktů. Po druhé světové válce bylo v obci založeno Zemědělské strojní družstvo, předchůdce pozdějšího Jednotného zemědělského družstva ustaveného v roce 1952 s 36 členy. V roce 1972 bylo Jednotné zemědělské družstvo v obci připojeno k JZD Doubrava v Mladči, později v Haňovicích. V obci provozoval svoji živnost kovář, v roce 1911 též kolář, malíř, obuvník a zámečník. V Hradečné byly provozovány dva hostince a několik obchodů, konkrétně v roce 1930 to byly obchody se smíšeným zbožím, dva obchody s ovocem, obchod se dřevem, hospodářskými potřebami a vejci. Ve stejném roce je v tak malé vesnici zajímavá existence pěti povoznických živností.

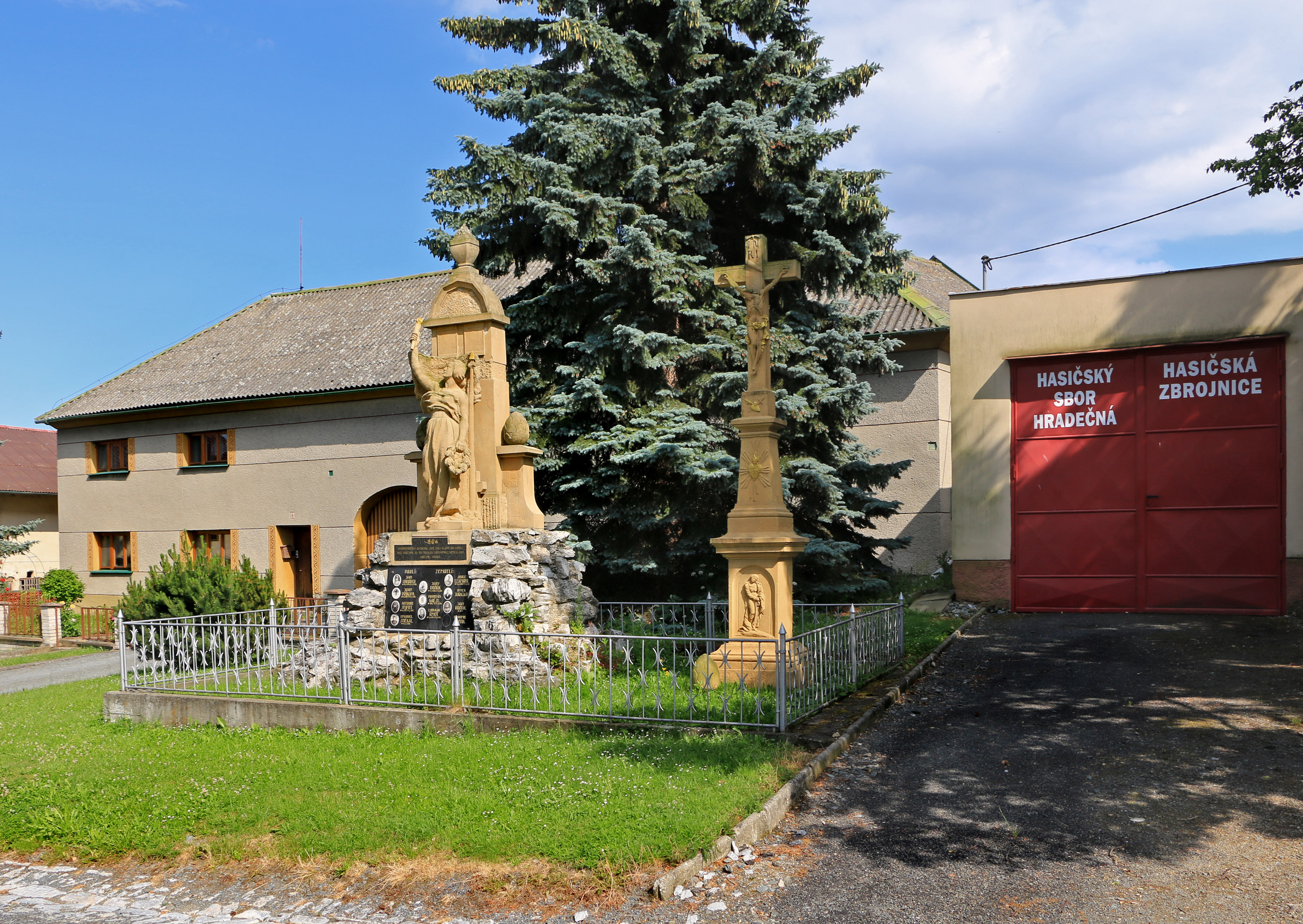
Památník, kříž a hasičská zbrojnice

V roce 1913 byla v obci vybudována silnice, čímž se zlepšilo komunikační spojení s okolními obcemi. Po výstavbě železniční trati z Litovle do Mladče, se nejbližší železniční zastávkou stala právě Mladeč. V roce 1935 bylo zavedeno autobusové spojení z obce na Bouzov a též do Litovle. V průběhu let 1931–1932 byla v obci zavedena elektřina. 
V roce 1908 vypukl v obci velký požár, při kterém vyhořelo pět domů včetně hospodářství a dobytka. Zvládnout a zastavit jej se podařilo jen díky pomoci hasičů z okolních vesnic. Krátce poté v témže roce zastupitelstvo obce rozhodlo o založení sboru dobrovolných hasičů. K zakládajícímu sboru se tehdy přihlásili všichni muži. Rok po založení byla zakoupena první hasičská stříkačka v obci, později byla zbudována požární zbrojnice. Sbor dobrovolných hasičů Hradečná v obci funguje do dnešního dne a je zařazen jako jednotka požární ochrany páté kategorie.

## Obyvatelstvo

### Struktura
Vývoj počtu obyvatel za celou obec i za jednotlivé části uvádí tabulka níže, ve které se zobrazuje i příslušnost jednotlivých částí k obci či následné odtržení.
| Místní části   | Místní části  | 1710 | 1790 | 1834 | 1890 | 1900 | 1930 | 1950 | 2001 | 2009 |
| -------------- | ------------- | ---- | ---- | ---- | ---- | ---- | ---- | ---- | ---- | ---- |
| Počet obyvatel | část Hradečná |      | 146  | 217  | 251  | 235  | 222  | 178  | 151  |      |
| Počet domů     | část Hradečná | 14   | 18   | 29   | 33   | 34   | 48   | 47   |      | 60   |

### Správa obce
Správu obce původně vykonával rychtář se sborem přísežných v zastoupení vrchnosti, od roku 1850 do 1945 poté volené orgány obecní samosprávy. V meziválečných letech 1919–1938 soupeřily o vliv v obci místní organizace strany agrární, lidové a sociálně demokratická. Po zřízení místních národních výborů, měl výbor v obci 10 členů v čele s předsedou Arnoštem Gottwaldem. Na základě výsledků v prvních poválečných volbách v květnu 1946 do Ústavodárného národního shromáždění bylo dle dohody stran Národní fronty a vládního nařízení provedeno přerozdělení mandátů v místním národních výboru, který měl 11 členů. Sedm křesel získala komunistická strana, tři strana lidová a jeden mandát získala národně socialistická strana. V čele čtyřčlenné rady zůstal dosavadní předseda Arnošt Gottwald zastupující stranu lidovou. V důsledku politických událostí Únoru 1948 byl zřízen místní akční výbor Národní fronty v obci, jenž prováděl tzv. očistu veřejného a politického života od „nepřátel lidově demokratického zřízení“. Došlo tak i ke změnám v obsazení místního národního výboru, jehož předsedou byl zvolen komunista František Gottwald.

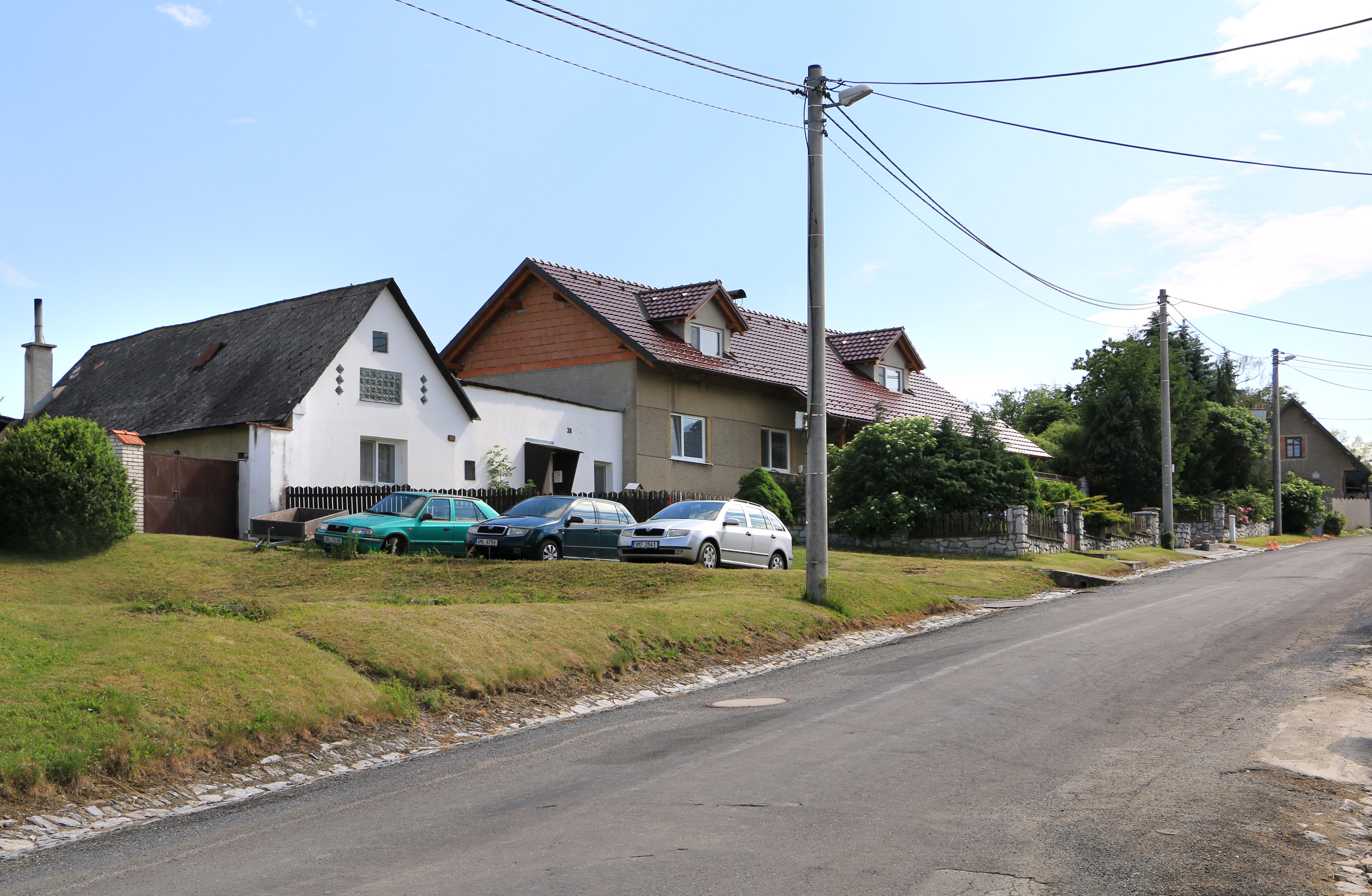
Domy u hlavní silnice

Do fungování obce i místního národního výboru zasáhla ústavní změna provedená ke konci roku 1948, kdy došlo ke zrušení dosavadní Země Moravskoslezské a vytvoření 19 krajů. Obec Hradečná se společně s politickým okresem Litovel stala součástí Olomouckého kraje. V roce 1950 byl místní národní výbor v obci rozšířen na 15 členů z nich byla volená pětičlenná rada vedená dosavadním předsedou Františkem Gottwaldem, jehož náměstkem se stal Arnošt Gottwald. Místní národní výbor v obci se rovněž podílel na postupné likvidaci soukromých živností a stal se organizátorem kolektivizace zemědělství. Z voleb v roce 1954 dle nově zavedeného volebního systému, postavenému na rovném a přímém volebním právu na dobu 3 let, vzešel devítičlenný místní národní výbor, z jehož členů byla zvolena tříčlenná rada v čele s předsedkyní J. Rosenbergovou. Ve volbách v roce 1957 byl zvolen nový místní národní výbor, nadále s devíti členy, do jehož čela byla postavena opět tříčlenná rada, kterou vedl předseda V. Soppe a tajemník A. Grézl.
Od 1. července 1960 byla v souvislosti s územně správní reformou státu obec Hradečná připojena k sousední střediskové obci Bílá Lhota a současně se zrušením politického okresu Litovel a Olomouckého kraje se stala součástí okresu Olomouc v rámci nově utvořeného Severomoravského kraje. Součástí obce Bílá Lhota je Hradečná dodnes jako místní část, avšak od roku 2000 spadá do Olomouckého kraje.

### Dobové názvy obce
- česky 1407 Hradečná, 1437 Hradečín
- německy 1673 až 1771 Hradecžna, 1720 Hradeczny, 1846 až 1945 Hradetschna, 1872 Hradeschna
- latinsky 1365 až 1437 Hradeczna, 1371 Hradiczna, 1407 Radeczna

## Pamětihodnosti
- pomník obětem první světové války na návsi (parc.č. 435/13) – památník na skalce vytvořené umělým navršením lomového kamene, hranolová stéla s nízkými bočními pilířky. V popředí ženská figura, v levé ruce drží vavřínový věnec, pravá ruka vzpažená. Po stranách kamenné sochy piniové šišky. Pomník je osazen pamětní deskou se jmény a fotografiemi obětí. Kamenosochařská práce z roku 1924
- kamenný kříž na návsi (parc.č. 435/13) – kamenný kříž s korpusem ukřižovaného Krista na dvoudílném podstavci hranolového tvaru. Ten je v dolní části členěn půlkruhově zakončenou nikou s reliéfem Panny Marie. Nad přesahující profilovanou římsou zúžená část podstavce s reliéfem hořícího srdce. Nad drobnou profilovanou římsou soklík s probodnutým hořícím srdcem v nízkém refiéfu. Kamenická práce z roku 1830, datováno na zadní straně podstavce
- kamenný kříž za obcí u silnice do Měrotína (parc.č. 257/1) – kamenný kříž s korpusem ukřižovaného Krista osazen na dvoudílném podstavci hranolového tvaru. Ten je v dolní části členěn půlkruhově zaklenutými nikami s reliéfy Panny Marie Bolestné, sv. Barbory a sv. Františka z Assisi. Nad profilovanou římsou s drobným štítkem na čelní straně horní část podstavce. Ta je v patě volutově rozšířena, mezi volutami reliéf lilie. Na čelní straně dříku reliéfní symboly eucharistie. Drobná zvlněná římsa podstavec uzavírá. Kamenická práce z roku 1860. Kamenný kříž byl na konci 20. století v důsledku povětrnostních vlivů opravován a celá horní část kříže na podstavci vznikla nově
- sousoší sv. Cyrila a Metoděje za obcí u silnice do Mladče (parc.č. 275/1) – sousoší sv. Cyrila a Metoděje osazeno na podstavci hranolového tvaru s nápisem v mělké nice a volutovým ornamentem po stranách rizaletové středové části. profilovaná římsa vytváří na čelní straně drobný štítek, je lemována plastickou šňůrou listovce ve vrcholu kamenné sochy světců. Sv. Metoděj drží v levé ruce desku s výjevem Posledního soudu, pravá ruka pozvednuta v žehnajícím gestu. Sv. Cyril drží v levé ruce knihu, pravou přidržuje kříž. Kamenosochařská práce datována na soklu letopočtem 1878
- socha sv. Floriana u čp. 8 (parc.č. 14) – na odstupňovaném hranolovém podstavci osazena socha sv. Floriána. Kamenná socha světce v krátké suknici a s pláštěm, na hlavě helmici, v levé ruce drží praporec, pravou ulévá z vědérka vodu na hořící dům. Kamenosochařská práce z 1. poloviny 19. století. Socha sv. Floriána byla na konci 20. století odcizena. Zůstal jen zbytek podstavce
- arkádové náspí u čp. 17 – ve dvoře statku zachováno arkádové náspí klenuté stlačenými oblouky na čtyři pískovcové sloupy a dva pilíře z režného zdiva. Doklad lidové architektury z 2. poloviny 19. století
- arkádové náspí u čp. 11 – k obytné části statku přistavěno hospodářské přízemní křídlo, které se otevírá do dvora arkádovou chodbou z režného zdiva se segmentovými záklenky na čtyřech osmihranných sloupech z pískovce s hranolovými, částečně okosenými podnožemi a s nízkými hlavicemi. Arkádové náspí z konce 19. století
- arkádové náspí u čp. 5 – stlačenými oblouky klenuté arkádové náspí na půdorysu varu písmene L. Je neseno sedmi pískovcovými sloupy na nízkých, částečně okosených podnožích a s nízkými havicemi. Arkádové náspí z 19. století